# Ultraviolette et le Gang des cracheuses de sang
Pour plus de détails, voir Fiche technique et Distribution.
Ultraviolette et le Gang des cracheuses de sang est un film documentaire français réalisé par Robin Hunzinger et sorti en 2021.

## Synopsis
Ultraviolette est un récit féministe qui nous transporte dans les années 1920 et 1930. Dès ses 17 ans, Marcelle défie l'école, puis la maladie, les médecins, la mort, embrasant de vie tous ceux qu'elle croise sur sa route. Tout au long d'un monologue sauvage, cette adolescente surgie du passé fait entendre sa fougue amoureuse pour Emma. À travers leur correspondance enflammée se déploie un univers  romanesque entre séparation, fugue, séjours au sanatorium et sensation de liberté. Tout semble alors possible, les filles peuvent être audacieuses, rebelles, et même s'aimer ! Claudie et Robin Hunzinger racontent cette histoire véridique à travers des images d'archives et les nombreuses lettres que Marcelle a envoyées à Emma — que cette dernière a conservées précieusement pendant de nombreuses années.

## Fiche technique
- Titre : Ultraviolette et le Gang des cracheuses de sang
- Réalisation : Robin Hunzinger
- Scénario : Robin Hunzinger et Claudie Hunzinger
- Photographie : Gautier Gumpper
- Son : Marc Namblard
- Montage : Benoit Quinon
- Sociétés de production : Ana Films, Ciclic Centre-Val de Loire
- Pays de production :  France
- Langue originale : français
- Format : noir et blanc et couleur — 1,78:1 et 1,33:1
- Genre : documentaire
- Durée : 74 minutes
- Dates de sortie :
  - Pays-Bas : 20 novembre 2021 (Festival international du film documentaire d'Amsterdam)
  - France : 24 novembre 2021 (Mois du film documentaire, Lyon)[1]

## Distribution
- Claudie Hunzinger (voix)

## Distinctions

### Récompenses
- Festival international du film documentaire d'Amsterdam (IDFA) 2021 : Beeld en Geluid IDFA ReFrame Award for Best Creative Use of Archive[2]
- Festival Écrans mixtes 2022[3] : Grand Prix et Prix du public[4],[5]
- Festival Biografilm (it) 2022 (Bologne) : mention spéciale de la compétition internationale[6]
- Queer Lisboa 2022 (Lisbonne)[7] : mention spéciale de la compétition Queer Art[8]

### Sélections
- Festival du film LGBTQI&+++ Chéries-Chéris, Paris, 2021[9],[10]
- Festival du film documentaire de Thessalonique (en) 2022[11],[12]
- Festival du film gay et lesbien de Londres BFI Flare 2022[13]
- Festival international brésilien du documentaire É Tudo Verdade 2022[14]
- Festival international du film documentaire de Munich (DOK.fest) 2022[15]
- Festival du film documentaire DOXA (en) 2022 (Vancouver)[16]
- Festival international du film documentaire de la DMZ (en) 2022 (Corée du Sud)[17]
- Everybody's Perfect 2022 (Genève)[18]
- DocPoint 2023 (Helsinki)[19]
- Vox Feminae (hr) 2023[20]